# اليد الخفية
اليد الخفية (بالإنجليزية: Invisible hand)‏ هي استعارة ابتكرها الاقتصادي آدم سميث. وشرح مبدأها في كتابه ثروة الأمم وكتب أخرى، حيث يقول، بأن الفرد الذي يقوم بالاهتمام بمصلحته الشخصية يساهم أيضاً في ارتقاء مصلحة مجتمعه ككل من خلال مبدأ «اليد الخفية». حيث يشرح بأن العائد العام للمجتمع هو مجموع عوائد الأفراد. فعندما يزيد العائد الشخصي لفرد ما، فإنه يساهم في زيادة العائد الإجمالي للمجتمع.
على الرغم من أن آدم استعمل المصطلح لثلاث مرات فقط إلا أن المصطلح انتشر انتشارًا واسعًا في وقت لاحق. بسبب انه مصطلح مبهم ويثير الشكوك 

## ثروة الأمم

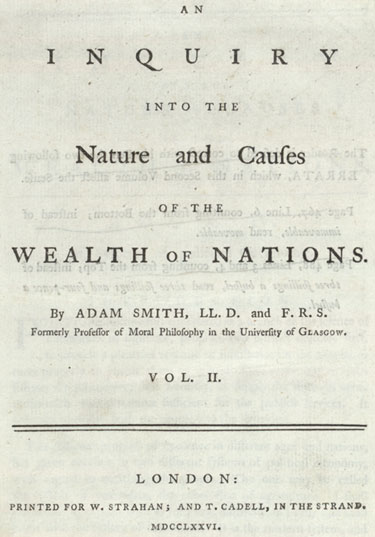
غلاف كتاب ثروة الأمم

استعمل أدم هذا المصطلح في كتابه الرابع من سلسلة «ثروة الأمم» إذ قال بأن أي فرد في أي مجتمع لن يستثمر رأسماله في تجارة خارجية إلا إذا كان الربح من جراءها يفوق الربح من التجارة المحلية. وفي هذه الحالة، فان قيامه بهذا العمل يكون لمصلحة مجتمعه.

## تفسير الاقتصاديين للمصطلح
ان مفهوم «اليد الخفية» أخذ معنى أشمل مما بدأ به سميث إذ تخطى استعمالاته المقارنة بين التجارة الداخلية والتجارة الخارجية. حتى أن سميث قد المح إلى «استعمالات أخرى» في كتابه. فميلتون فريدمان، الحائز على جائزة نوبل في الاقتصاد، سمى فكرة اليد الخفية «بفرص التعاون بدون اكراه».
الجدير بالملاحظة هنا أن مفهوم «اليد الخفية» هي «نزعة طبيعية» وليست إليه اجتماعية كما صنفها ليون والرس وفيلفريدو باريتو فيما بعد.
تقول نظرية اليد الخفية انه لو سُمح لكل مستهلك بحرية اختيار السلعة التي يرغب بشرائها، وسٌمح لكل مُنتِج أن يبيع ما يشاء وأن يُصّنِع السلعة التي يشاء وبالطريقة التي يرغب، فسينتهي المطاف بسلع ذات نوعية وسعر مناسبة ومفيدة لكل أفراد المجتمع وبالتالي للمجتمع ككل. والسبب يعود إلى أن الجشع سيكون عامل دفع لتصرف نافع. وبالتالي، فعمليات تحسين فعالية وكفاءة الإنتاج ستكون هدف الُمصنعيين لزيادة الربحية عن طريق تقليص التكاليف. وخفض الأسعار ستكون دافع للقضاء على المنافسة. وسيستثمر المستثمرون في الصناعات المطلوبة من أجل الربح، كما سيسحبون استثماراتهم من الصناعات الأقل فعالية في إنتاج أي ربحية. وكذلك، سيشجع هذا الوضع الطلاب على دراسة التخصصات المطلوبة أي التي ستجلب لهم مداخيل أعلى. وكل هذه التفاعلات تحصل بشكل عفوي وطبيعي.
كما أنها ستكون عامل توازن. فمثلا، فإن أفراد مجتمع فقير مستعدين أن يعملوا بأجور منخفضة مما يجذب المستثمرين لإنشاء مصانع في المناطق الفقيرة لانخفاض التكلفة. هذا يزيد الطلب على اليد العاملة وبالتالي ينتج مجتمع استهلاكي جديد مما يتطلب زيادة في الإنتاج وبالتالي زيادة في طلب اليد العاملة مما سيزيد من رواتبهم. وستستمر هذه الحالة إلى درجة بحيث تصبح كلفة الإنتاج في هذه المنطقة التي «كانت» فقيرة عالية لدرجة انها لا تعود بالربح. لكن هذه الألية تساعد الاقتصاد المحلي على الإنتاج والاعتماد الذاتي.

## فهم المصطلح مجازًا
يستخدم سميث مفهوم اليد الخفية في سياق حجة ضد الحمائية والضوابط التي تفرضها الحكومة على الأسواق، لكن المفهوم يستند إلى مبادئ واسعة للغاية وضعها برنارد مانديفيل، والقس جوزيف باتلر، ولورد شافتسبوري، وفرانسيس هاتشسون. عامةً، يمكن أن ينطبق مصطلح «اليد الخفية» على أي عمل فردي له عواقب غير مقصودة، وغير مخطط لها، لا سيما تلك التي تنشأ عن أفعال لم تنسقها قيادة مركزية، ولها تأثير ملحوظ ومنمط على المجتمع.
قال برنارد مانديفيل أن لحاق المصالح الذاتية في الواقع فوائد تنعكس على العامة. في كتابه «أسطورة النحل (1714)»، أنه مع الأسف، «لا يعلق في ثياب الإنسان إلا النحل ذو الأهمية»: بمعنى أن الرجل المتحضر موصوم بشهواته الشخصية، والنتيجة لذلك هي تأخر الصالح العام.
يقول القس جوزيف باتلر أن السعي إلى تحقيق الصالح العام هو أفضل طريقة للنهوض بالمصلحة الشخصية، إذ إن الإثنين متطابقان بالضرورة.
قلب اللورد شافتسبري تلك العلاقة، قائلًا أن العمل وفقًا للمصلحة الشخصية ستثمر نتائج تحمل فائدة للمجتمع. هناك قوة توحيدية كامنة يسميها شافتسبري «إرادة الطبيعة» تحتفظ بالتوازن والتوافق والانسجام. من تلك القوة أن تعمل بحرية، تتطلب سعي الفرد لامتلاك الأنانية العقلانية، والحفاظ على الذات والارتقاء بها.
وافق فرانسيس هاتشيسون على فكرة التقارب بين المصالح العامة والخاصة، ولكنه أرجع الآلية، ليس إلى الأنانية العقلانية، بل إلى الحدس الشخصي، الذي وصفه «بالحس الأخلاقي». طور سميث نسخته الخاصة من هذا المبدأ العام، إذ تجتمع ستة دوافع نفسية في كل فرد لتحقيق الصالح العام. في كتاب «نظرية المشاعر الأخلاقية» المجلد الثاني، الصفحة 316، يقول «من خلال التصرف وفق ما تمليه علينا ملكاتنا الأخلاقية، فإننا بالضرورة نسعى إلى أكثر الوسائل فعالية للارتقاء بسعادة البشرية».
خلافًا للتصورات الخاطئة الشائعة، لم يؤكد سميث أن كل الأعمال التي تنبع من مصلحة شخصية ستنعكس إيجابًا على المجتمع بالضرورة، أو أن كل المنافع العامة تتحق من خلال المصالح الذاتية للأفراد. بل تلخصت فكرته في في أن الناس في السوق الحرة يميلون عادة إلى إنتاج السلع التي يرغب جيرانهم في اقتنائها. تعد تراجيديا المشاع (مأساة المشاع) مثالًا تميل فيه المصلحة الذاتية للخروج بنتائج غير مرغوبة.
ينظر إلى اليد الخفية عامة على أنها مفهوم في الاقتصاد، لكن روبرت نوزيك يناقش في كتابه «الأناركية، الدولة واليوتوبيا» بأن المفهوم نفسه موجود جوهريًا ضمن عديد من المجالات الأكاديمية الأخرى تحت مسميات مختلفة، أبرزها الانتقاء الطبيعي الدارويني. بدوره، يزعم دانييل دينيت في كتابه «فكرة داروين الخطيرة» أن المفهوم يمثل ما أسماه «حمضًا كونيًا» يمكن تطبيقه على عدد من الأسئلة الفلسفية (مثل الوعي والإرادة الحرة على وجه الخصوص)، وهي فرضية تعرف باسم الداروينية الكونية. إلا أن افتراض وجود اقتصاد يسترشد بهذا المبدأ قد يكون عائدًا إلى الداروينية الاجتماعية، المفهوم الذي يرتبط أيضًا بأنصار رأسمالية حرية الأداء.

## إقراء أيضا
- مصلحة ذاتية مستنيرة
- حركة اليد العاملة